# Bahnhof Antwerpen-Zuid

Der Bahnhof Antwerpen-Zuid (niederländisch für Antwerpen-Süd; lokal auch Station Zuid ‚Südbahnhof‘) ist ein Bahnhof der Nationalen Gesellschaft der Belgischen Eisenbahnen im Süden der belgischen Stadt Antwerpen, an der Grenze zwischen den Stadtteilen Kiel und Brederode-Süd der Antwerpener Kernstadt. Auf der südöstlichen Seite des Trennungsbahnhofs beginnen die Gleise der Strecke nach Dendermonde, die sich auf der nordwestlichen Seite höhenfrei von der in den Kennedytunnel abtauchenden Strecke Antwerpen–Gent trennen. Der Bahnhof umfasst die vier im Richtungsbetrieb befahrenen Gleise der beiden zweigleisigen Strecken und zwei Mittelbahnsteige.

## Geschichte

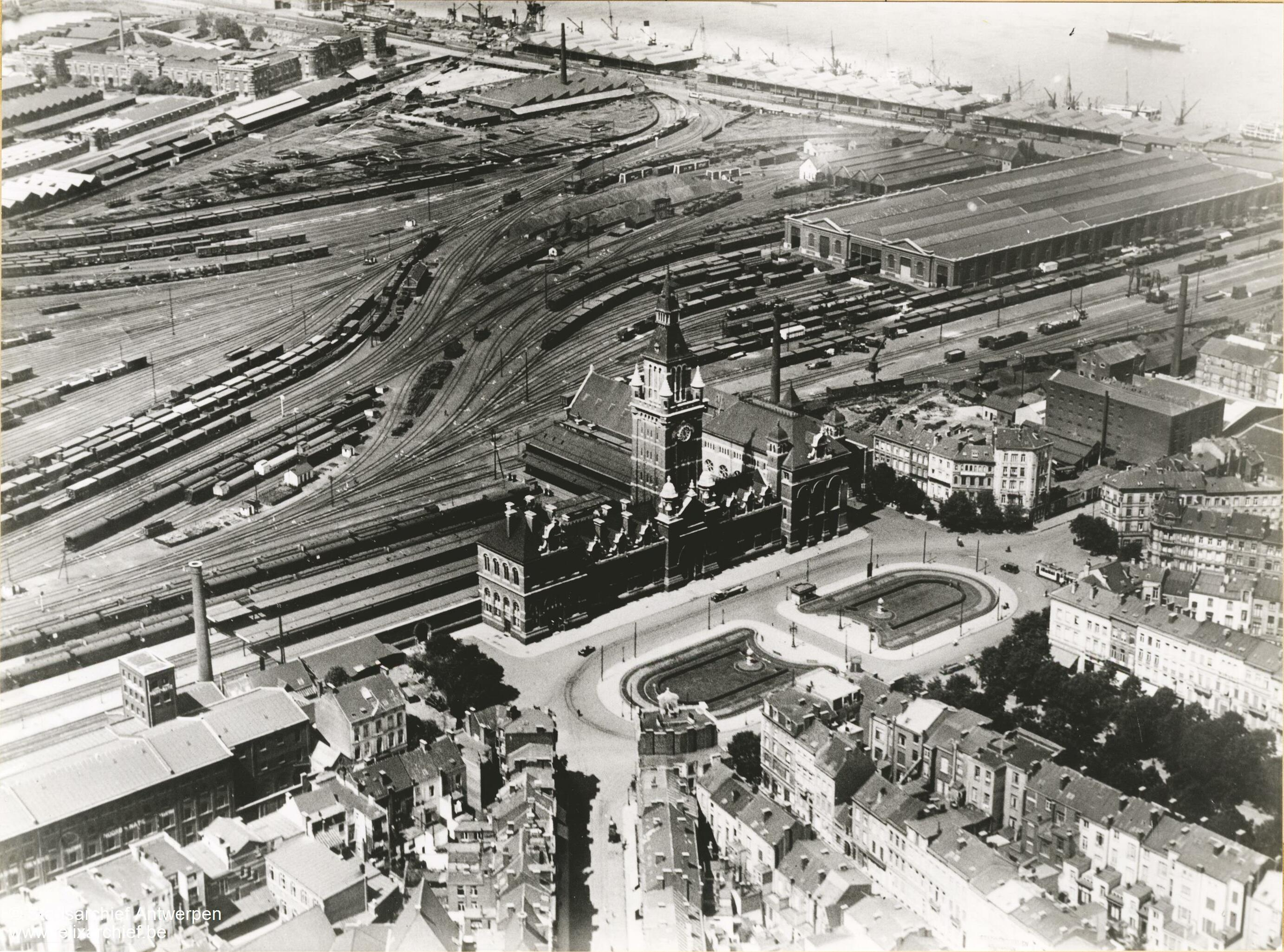
Ehemaliger Bahnhof, 1920

1878 wurde im Antwerpener Stadtteil Het Zuid der provisorische Endbahnhof der Bahnstrecke von Mortsel-Oude-God über Wilrijk und Hoboken gebaut.
Für die in Antwerpen veranstaltete Weltausstellung 1894 wurden die Strecke von Mechelen errichtet und der Bahnhof erweitert. Dafür entstand am Bolivarplaats ein repräsentatives Empfangsgebäude.
Der Güterbahnhof wurde 1901 nach einem Entwurf des Architekten Franz Seulen im Stil des Neoklassizismus errichtet. Der große Kopfbahnhof reichte bis ans den Scheldekai. Der Hafen von Antwerpen wurde über mehrere Verbindungsgleise vom Bahnhof Antwerpen-Zuid entlang des Scheldekais an das Eisenbahnnetz angeschlossen.
Der Bahnhof verlor den Großteil seiner Gleise und wurde zum Durchgangsbahnhof zurückgebaut. Die meisten Bahnhofsgebäude wurden für den Bau der Zufahrten zum 1969 eröffneten Kennedytunnel abgerissen. Als letztes Gebäude des Südbahnhofkomplexes blieb ein Gebäude des Güterbahnhofes am Ledeganckkaai erhalten. Dieses wurde zum 9. Juni 1998 unter Denkmalschutz gestellt und zum 29. März 2019 als etabliertes architektonisches Erbe ausgewiesen.

## Verkehr
An den vier Bahnsteiggleisen halten S-Züge des Nahverkehrs, die Antwerpen-Zuid mit den Bahnhöfen Antwerpen-Centraal, Gent-Sint-Pieters und Puurs verbinden.
Es gibt auch IC-Züge über Gent und Brügge nach Ostende und über Gent und Lichtervelde nach De Panne, die ebenfalls in Antwerpen-Süd halten:
| Linie | Verlauf | Verlauf | Takt   | Takt   |
| Linie | Verlauf | Verlauf | Mo–Fr  | Sa–So  |
| ----- | --- | --- | ------ | ------ |
| IC 02 | Ostende – Brügge – Gent-Sint-Pieters – Antwerpen-Zuid – Antwerpen-Berchem – Antwerpen-Centraal                         | Ostende – Brügge – Gent-Sint-Pieters – Antwerpen-Zuid – Antwerpen-Berchem – Antwerpen-Centraal                         | 60 min | 60 min |
| IC 28 | Antwerpen-Centraal – Antwerpen-Berchem – Antwerpen-Zuid – Gent-Sint-Pieters – Lichtervelde – De Panne                  | Antwerpen-Centraal – Antwerpen-Berchem – Antwerpen-Zuid – Gent-Sint-Pieters – Lichtervelde – De Panne                  | 60 min | –      |
| S 32  | Puurs – Antwerpen-Zuid – Antwerpen-Berchem – Antwerpen-Centraal – Antwerpen-Luchtbal – Antwerpen-Noorderdokken – Essen | Puurs – Antwerpen-Zuid – Antwerpen-Berchem – Antwerpen-Centraal – Antwerpen-Luchtbal – Antwerpen-Noorderdokken – Essen | 30 min | 60 min |
| S 34  | Antwerpen-Centraal – Antwerpen-Berchem – Antwerpen-Zuid – Sint-Niklaas – Lokeren                                       | | 60 min | –      |
| S 53  | Antwerpen-Centraal – Antwerpen-Berchem – Antwerpen-Zuid – Sint-Niklaas – Lokeren                                       | – Gent-Sint-Pieters | –      | 60 min |

Der Bahnsteigzugang erfolgt über die gleisquerende Straßenbrücke der Kolonel Silvertopstraat. Auf der Brücke liegt die Haltestelle Zuid Station der Straßenbahn Antwerpen auf der Strecke nach Hoboken und Schoonselhof.